# Ложкин, Сергей Васильевич (биатлонист)
Сергей Васильевич Ложкин (17 апреля 1968, Можга, Удмуртская АССР) — советский и российский биатлонист, серебряный призёр чемпионата мира (1993), призёр этапа Кубка мира в эстафете, чемпион (1989) и призёр чемпионата СССР. Мастер спорта СССР международного класса (1989).

## Биография
Воспитанник биатлонной секции при стекольном заводе города Можга, первый тренер — Алексей Фёдорович Коротаев. В подростковом возрасте переехал в Ижевск, тренировался у И. И. Тютеева, М. В. Ткаченко, Н. Г. Хазеева, представлял спортивный клуб «Ижпланета», а на национальном уровне — команду Вооружённых Сил (СКА).
На чемпионате СССР 1989 года стал чемпионом в командной гонке, впервые проводившейся в рамках чемпионата страны, в команде Вооружённых Сил вместе с Сергеем Антоновым, Николаем Ярыгиным и Сергеем Тарасовым. В том же сезоне стал серебряным призёром чемпионата СССР в спринте, уступив Сергею Вакульчику, и в эстафете в составе сборной Вооружённых Сил.
Также в 1989 году стал победителем международных соревнований «Праздник Севера» (Мурманск) в индивидуальной гонке и в эстафете, а в спринте завоевал бронзу. За этот успех получил звание Мастер спорта СССР международного класса.
В сезоне 1989/90 дебютировал на Кубке мира на первом этапе в Обертиллиахе, занял восьмое место в спринте. Всего в первом сезоне принял участие в двух гонках, набрал 33 очка и занял место в четвёртом десятке общего зачёта. На этапе в Вальксе стал вторым в эстафете в составе сборной СССР.
Вновь вызван в сборную, на этот раз России, в сезоне 1992/93. В личных гонках выступал в этот период не слишком успешно, не поднимаясь выше 29-го места. Участвовал в чемпионате мира 1993 года в болгарском Боровце, стартовал только в командной гонке и завоевал в ней серебряные медали вместе с Алексеем Кобелевым, Валерием Кириенко и Сергеем Чепиковым.
В последний раз выступал на международном уровне в сезоне 1993/94, в декабре 1993 года на этапе Кубка мира в Поклюке.